# Masahiro Sugata
Masahiro Sugata (japanisch 菅田 真啓 Sugata Masahiro; * 28. Juni 1997 in der Präfektur Nara) ist ein japanischer Fußballspieler.

## Karriere
Masahiro Sugata erlernte das Fußballspielen in der Jugendmannschaft des Toma Katsuragi FC, in den Schulmannschaften der Hakuho Jr High School und der Kunimi High School, sowie in der Universitätsmannschaft der Universität Fukuoka. Seinen ersten Vertrag unterschrieb er im Februar 2020 Roasso Kumamoto. Der Verein, der in der Präfektur Kumamoto beheimatet ist, spielte in der dritten japanischen Liga, der J3 League. Sein Drittligadebüt gab Masahiro Sugata am 30. August 2020 im Auswärtsspiel gegen Azul Claro Numazu. Hier wurde er in der 84. Minute für Keisuke Ogasawara eingewechselt. 2021 feierte er mit Kumamoto die Meisterschaft der dritten Liga und den Aufstieg in die zweite Liga. Nach insgesamt 89 Ligaspielen für Kumamoto wechselte er im Januar 2023 nach Sendai zum Zweitligisten Vegalta Sendai.

## Erfolge
Roasso Kumamoto
- Japanischer Drittligameister: 2021  ▲